# Acanthicus adonis
Acanthicus adonis, il pleco adone o pleco dalla coda a lira a pois, è una grande specie di pesce gatto corazzato del genere Acanthicus. Originario del fiume Tocantins in Brasile, sono stati avvistati degli individui che assomigliano alla specie anche nel Perù amazzonico. La specie è occasionalmente venduta nel commercio di acquari e acquariofilia, ma le sue enormi dimensioni da adulto e il comportamento territoriale e aggressivo necessitano una vasca molto grande che pochi possono permettersi. Questi pesci sono onnivori opportunisti.

## Descrizione
Il pleco adone è tra le più grandi specie di pesce gatto corazzato esistenti e può raggiungere anche il metro di lunghezza (3,3 piedi).
La livrea varia dal marrone scuro al nero con numerose macchie bianche, soprattutto da giovane. Man mano che il pesce matura, le macchie diventano meno numerose e più piccole, spesso scomparendo del tutto negli adulti di grandi dimensioni. Il suo parente più stretto, il pleco dalla coda a lira (A. hystrix) è completamente privo di macchie bianche, indipendentemente dall'età. Al contrario, A. adonis manca del pattern vermicolato spesso (ma non sempre) presente sul ventre di A. hystrix.

## Distribuzione e habitat
Questa specie è diffusa in Sudamerica, dove è endemico nel basso corso del bacino del fiume Tocantins.

## Biologia
Il pleco adone è un onnivoro generalista, sebbene prediliga il cibo vegetale.
Deposita le uova in anfratti. La femmina si allontana mentre il maschio protegge e ventila le uova fino alla schiusa.